# 帕米爾公路

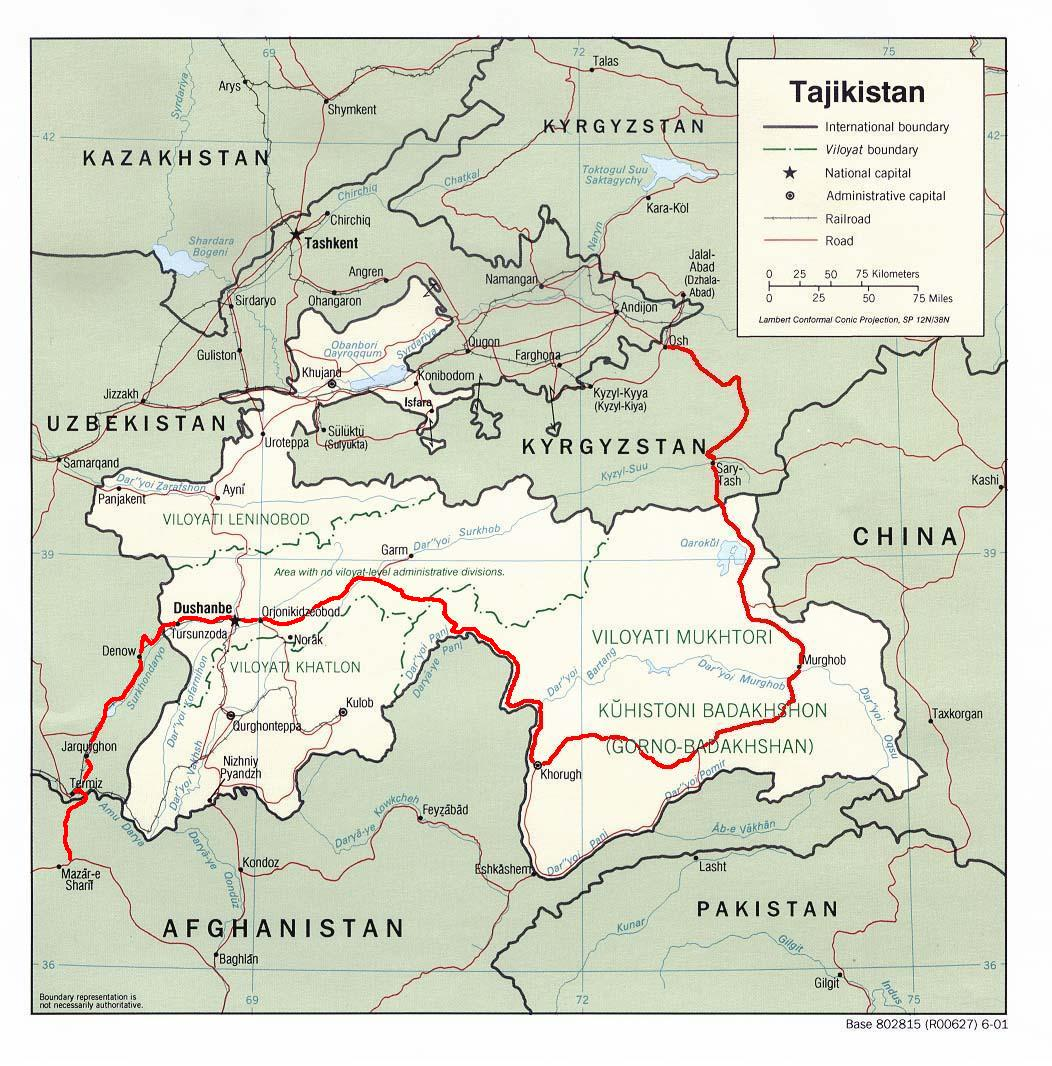
帕米爾公路歷史路線圖，途經阿富汗、乌兹别克斯坦、塔吉克斯坦以及吉尔吉斯斯坦等國家。今屬於M41公路，並將終點位置從奧什延伸到比什凯克西郊之卡拉巴塔

M41公路，又稱帕米爾公路（俄语：Памирский тракт）為在中亞的一條公路，途經阿富汗、乌兹别克斯坦、塔吉克斯坦以及吉尔吉斯斯坦等國家。此公路是地勢險峻的帕米爾山區當中唯一一條連續的公路，也是塔吉克戈爾諾-巴達赫尚自治州主要的供給道路。此公路已有數千年歷史，曾經是連絡丝绸之路的道路之一。此公路的編號「M41」由蘇聯所訂，惟現時公路沿線標誌已不再標示公路編號，僅列出沿著公路可以前往的地點。

## 公路描述
各界對於帕米爾公路的端點位置持有不同意見，像是阿富汗马扎里沙里夫、乌兹别克泰尔梅兹、塔吉克杜尚别與霍羅格皆表示為帕米爾公路的起點，然而各界一致同意將終點定在吉爾吉斯奧什。此公路今屬於M41公路的一部份，起點位在烏茲別克泰爾梅茲，終點位在吉爾吉斯比什凯克西方的卡拉巴塔。此公路自烏茲別克泰爾梅茲開始朝北行進，行進至薩利亞西亞附近時路線轉往東向，接著越過國界後進入塔吉克。進入塔吉克後接續朝東行進，並且通過塔吉克的首都杜尚别，之後穿越科法爾尼洪河、瓦赫什河、巴爾坦格河等溪流後抵達霍羅格。自此開始，此公路接續朝東行進約310公里，並穿越巴爾坦格河後抵達穆尔加布。此公路之後通過海拔高度4,655公尺的阿克贝塔尔山口以及喀拉库勒湖後進入吉爾吉斯。由於霍羅格與奧什之間的路段地勢崎嶇、風景甚美，因此吸引少量旅客前往。
此公路有部分於19世紀（大博弈時期）建造，有部分為在1930年代由苏联建造。
帕米爾公路在塔吉克與吉爾吉斯境內有部分路線劃定為M41公路，其所經最高海拔高度為4,655公尺，為世界海拔第二高的跨國公路。杜尚貝與穆尔加布之間路段屬於欧洲高速公路系統，公路編號為E008；而萨雷塔什與奧什之間路段同樣屬於歐洲高速公路系統，公路編號為E007。
此公路的建設與維護水準在各個路段皆不相同，部分地區的路段並無鋪設瀝青路面。此公路除了吉爾吉斯境內的直線路段以及杜尚貝附近的路段外，其餘路段則因侵蝕、地震、山崩以及雪崩等影響造成嚴重損壞。
每年途經塔吉克的海洛因約有90公噸，其中有大部分為透過此公路販運，因此此公路有時被稱為「海洛因公路」。

## 圖片

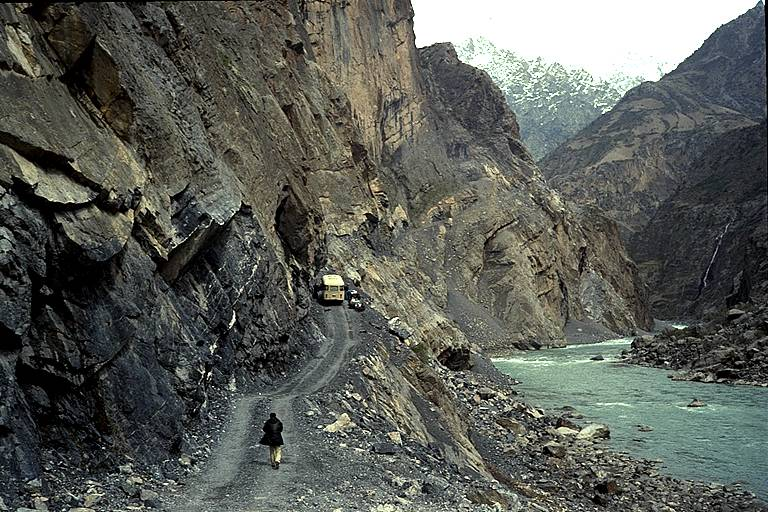
位於杜尚貝與霍羅格之間的帕米爾公路
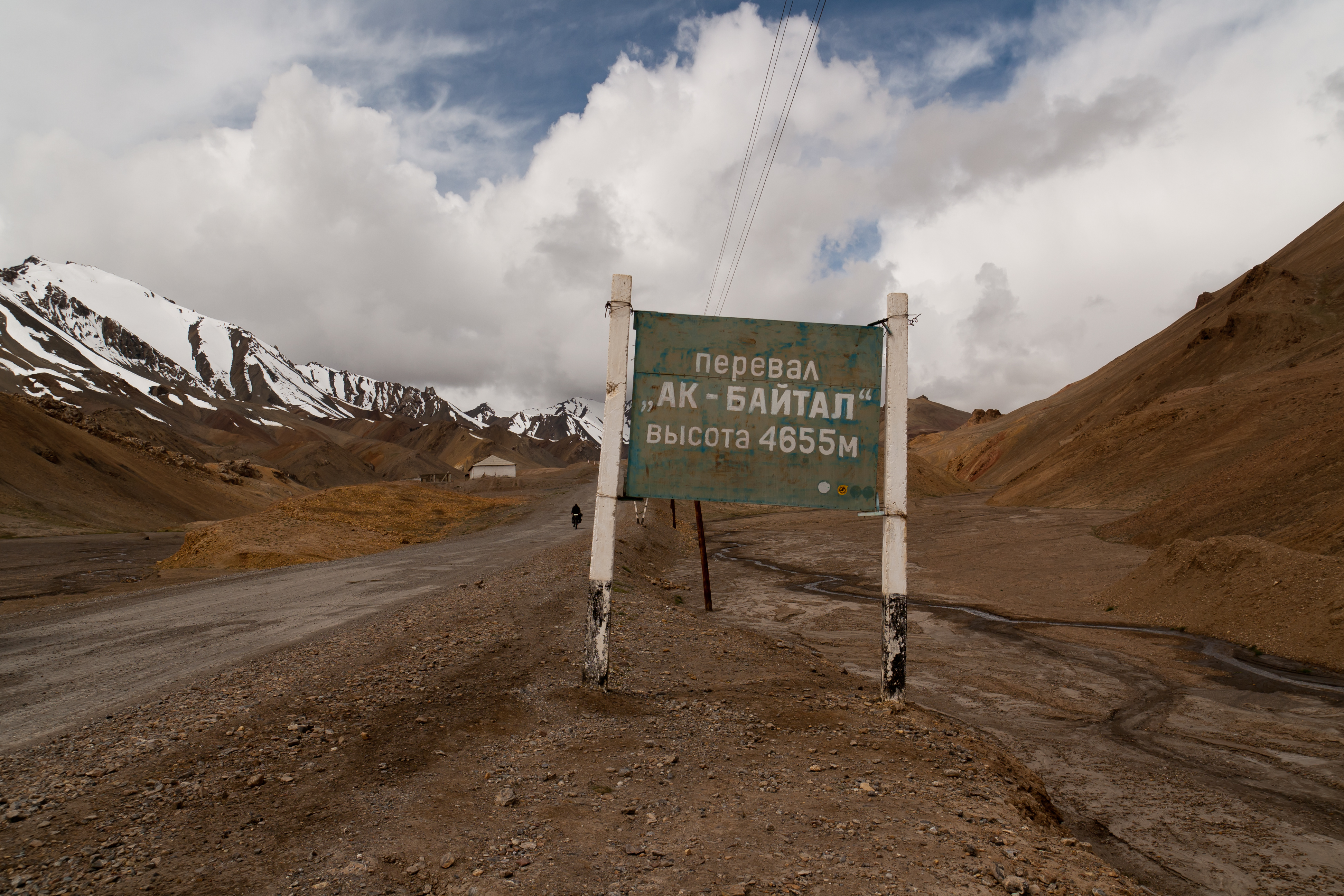
阿克贝塔尔山口為帕米爾公路最高點，標高4,655公尺
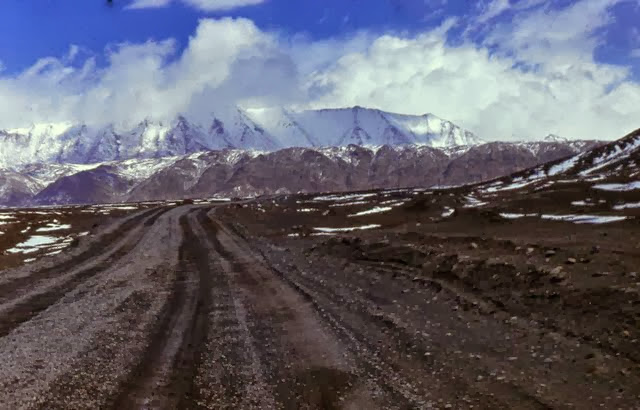
位於帕米爾公路附近的克孜拉特山口（英语：Kyzylart Pass）

## 外部連結
- 'Pamir Highway M41 - The road between the Kyzyl Art pass and the Murgab City - photographs （页面存档备份，存于）
- 'Pamir Highway M41 - The road between the Koi Tezek pass and the Khorugh (Khorog) City  - photographs （页面存档备份，存于）
- 'The M41 in Tajikistan - photographs （页面存档备份，存于）
- 'The M41 in Kyrgyzstan - photographs